# Andrzej Bek
Andrzej Bek (Łódź, 26 de junio de 1951) es un deportista polaco que compitió en ciclismo en la modalidad de pista, especialista en la prueba de tándem.
Participó en los Juegos Olímpicos de Múnich 1972, obteniendo la medalla de bronce en la prueba de tándem (haciendo pareja con Benedykt Kocot). Ganó una medalla de bronce en el Campeonato Mundial de Ciclismo en Pista de 1974, en la misma disciplina.

## Medallero internacional
| Juegos Olímpicos   | Juegos Olímpicos   | Juegos Olímpicos  | Juegos Olímpicos |
| Año                | Lugar              | Medalla           | Competición      |
| ------------------ | ------------------ | ----------------- | ---------------- |
| 1972               | Múnich ( RFA)      | Medalla de bronce | Tándem           |
| Campeonato Mundial |                    |                   |                  |
| Año                | Lugar              | Medalla           | Competición      |
| 1974               | Montreal ( Canadá) | Medalla de bronce | Tándem (A)       |